# Christoph Adam von Richter

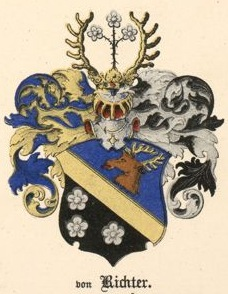
Familienwappen der von Richters

Christoph Adam von Richter (auch Christoph Adam II. von Richter; * 27. Mai 1751; † 3. Januar 1815 in Riga) war ein deutsch-baltischer Adelsmann,  Wirklicher Geheimrat und Zivil-Gouverneur von Livland.

## Leben
Christoph Adam von Richter studierte in den Jahren 1771–1774 Rechtswissenschaft in Göttingen. Danach wurde ihm das Amt des livländischen Ritterschaftssekretärs übertragen, welches er bis zum Jahr 1786 ausübte. Er vertrat 1779, gemeinsam mit Kaspar Heinrich von Rosenkampff  (1734–1790) die Livländische Ritterschaft in Sankt Petersburg. Dieses Amt hatte 1785 nochmals inne. Als Ökonomischer-Direktor für Livland wirkte er von 1784 bis 1786 um dann von 1797 bis 1808 als Vizegouverneur und Zivilgouverneur von Livland zu dienen. 1799 ernannte man ihn zum Wahren Staatsrat und 1809  wurde er zum Senator in den russischen Staatsrat, im Rang eines Geheimen Rates berufen. Für seine Verdienste wurde er mit dem St. Anna-Orden (1. Klasse) dekoriert. Er war im Jahre 1802 Mitgründer der „Livländischen Adeligen Güter Kreditsozietät“.
Zu seinen Besitzungen gehörte: Siggund, Adamshof, Hilchensfähr, Schloss Seßwegen (seit 1795), Aiskuye, Butzkowsky, Grawendahl, Modohn und Thielen (Livl.).

## Herkunft und Familie
Christoph Adam stammte aus dem deutsch-baltischen Adelsgeschlecht von Richter. Sein Vater war Christoph III. von Richter (1713–1762), der mit Hedwig Beata von Richter aus dem Hause Neuenhof  (1730–1810), Tochter des Christoph Adam I. von Richter (* 1694 in Reval; † 1758 in Neuenhof) verheiratet war. Christoph Adam heiratete Margaretha Dorothea Freiin  von Budberg (1759–1809), ihre Nachkommen waren:
- Georg Leonhard Christoph von Richter (* 1778; † 1823 in Teplitz, Böhmen), russischer Generalmajor und Kommandant von Riga
- Natalie Maria von Richter (* 1787)
- Otto Johann von Richter (1779 – 1833), Staatsrat und Kammerherr
- Burchard Adam (Boris Hrisoforovich) (* 1782; † 1832 in Dresden), russischer Generalleutnant